# Vicebszk Vosztocsnij repülőtér
A Vicebszk Vosztocsnij repülőtér (belarusz nyelven: Аэрапорт Віцебск (Усходні), orosz nyelven: Аэропорт Витебск Восточный) (IATA: VTB, ICAO: UMII) Fehéroroszország egyik nemzetközi repülőtere, amely Vicebszk közelében található. 

## Futópályák
A repülőtér futópályái:
- 06/24

## Légitársaságok és úticélok
2024-ben a Vicebszk Vosztocsnij repülőtérről az alábbi járatok indulnak:
| Légitársaság | Célállomások                                 |
| ------------ | -------------------------------------------- |
| Belavia      | Szezonális charter: Antalya, Sharm El Sheikh |